# Carmen Ibáñez e Ibáñez
María del Carmen Ibáñez e Ibáñez (Mula, Murcia, 1895-Albacete, 1962) fue una compositora, pianista, inventora, pedagoga y etnomusicóloga española. Su vida profesional la dedicó a la enseñanza, la composición y a la recopilación de canciones populares de la provincia de Albacete, llegando a formar el Cancionero de la Provincia de Albacete.

## Biografía

### Inicios de una niña prodigio
María del Carmen Ibáñez e Ibáñez nació en 1895, en el seno de una familia pudiente en la ciudad de Mula (Murcia). Su madre, Carmen Ibáñez Abellán, era maestra y tenía conocimientos de piano, y su padre, José María Ibáñez Ruíz, era escribano y juez de Instrucción de la ciudad.  En 1902, a los 7 años de edad, Carmen Ibáñez tuvo su primer contacto con la música cuando sus padres le regalan un piano, y en esta ciudad comenzó a aprender a tocar este instrumento. A la muerte de su padre, la madre de Carmen se encontró en la obligación de sacar adelante a la familia económicamente y se trasladaron a Murcia. Por este motivo, desde 1905, la pequeña Carmen Ibáñez comenzó a recibir clases de canto con Antonio Ramírez Pagán y de piano con el maestro Pedro Muñoz Pedrera, en la Academia de Santa Cecilia de Murcia.

### Vida académica en Murcia y Madrid
Gracias a las enseñanzas musicales de los profesores de la Academia Santa Cecilia de Murcia, Carmen Ibáñez pudo acceder al Conservatorio de Música de Madrid como alumna libre, a la edad de 12 años, donde cursó los correspondientes años académicos de solfeo y piano entre los años 1907 y 1909. Carmen Ibáñez terminó estos estudios de piano y solfeo con calificación de sobresaliente. Aprovechando su enseñanza musical y estancia en Madrid, en 1909 se presentó al concurso musical infantil, organizado por el Círculo de Bellas Artes de Madrid, consiguiendo el segundo premio, tras competir contra el eminente pianista José Cubiles. También, en esta ciudad, realizó alguna interpretación pública y coincidió con otros músicos destacados del momento, que fueron nombrados por ella en sus posteriores publicaciones. Transcurridos unos años, sus profesores de música de Murcia aconsejaron a la madre de Carmen Ibáñez para que su hija finalizase sus estudios como alumna oficial en el conservatorio madrileño. De esta forma, la familia Ibáñez se trasladó durante unos años a Madrid, donde la pianista pudo estudiar con importantes profesores, como Tomás Coronel y Emilio Serrano. También cursó Armonía con el catedrático Valentín Arín Goenaga y con Pedro Fontanilla. Carmen Ibáñez terminó su carrera musical con calificación de sobresaliente, en 1913. Debido a su buen expediente académico le permitió que pudiese optar al premio final de carrera, pero estos fueron conseguidos por compañeros suyos varones. Carmen Ibáñez, que terminó sus estudios a la temprana edad de 15 años, con un expediente académico impecable, continuó durante un tiempo sus estudios con el piano con su antiguo profesor, José Tragó, quien fue discípulo de uno de Georges Amedée Saint-Clair Mathias, uno de los alumnos predilectos de Frédéric Chopin, por lo que se ha considerado que Carmen Ibáñez fue heredera de la escuela chopiniana. Tras esta etapa madrileña, y finalizados sus estudios, Carmen Ibáñez volvió a Mula junto a su familia en 1913.

### Sus inicios en la enseñanza. La Escuela Normal de Murcia
Debido a la dificultad que tenían las mujeres de la época para trabajar en la interpretación o como profesoras de conservatorio, Carmen Ibáñez, en su condición de mujer, decidió, al igual que hizo en su momento su madre, dedicarse a la docencia. Al poco tiempo de acabar sus estudios de piano en Madrid regresó a Murcia y, una vez instalada en esta ciudad, consiguió plaza como profesora auxiliar de música en la Escuela Normal de Maestras de Murcia, en 1915. A partir de este momento tuvo que compaginar su vida docente con los viajes a Mula para visitar a su madre y participar en las actividades artísticas en su ciudad natal. Entre 1915 a 1916 participó en Murcia en algunos recitales públicos y tuvo la oportunidad de compartir escenario con grandes músicos murcianos, como fue el caso del organista de la Catedral de Murcia, don José Carrasco Benavente, tras ofrecer conjuntamente una velada cuaresmal el 11 de abril de 1916. Finalizado este acto fue nombrada socia honoraria de la Sociedad del Círculo Católico Artístico de Murcia, organización que la premió por sus dotes musicales y la incluyó dentro del cuadro de honor de la misma, .

### Su vida en Albacete como profesora, pedagoga e inventora
En 1916, se convocaron plazas para diferentes Escuelas Normales de Maestras entre las que figuraba una plaza de profesora de música en Albacete. Carmen Ibáñez se presentó a esta oposición, tras mandar su solicitud a las pruebas y aportar sus méritos académicos. En el proceso de oposición tuvo que superar tres exámenes: una prueba de armonía y composición; otra prueba de solfeo, interpretación instrumental y transporte y, por último, la valoración de una memoria escrita. Las pruebas terminaron el 16 de enero de 1917 con la participación de cuatro opositoras, entre las que figuraba Carmen Ibáñez, quien demostró tener un conocimiento absoluto del programa de oposición y unas aptitudes admirables para el desempeño de la plaza sacada a oposición. De esta forma, la plaza de profesora de Música de la Escuela Normal de Maestras de Albacete fue otorgada a Carmen Ibáñez por unanimidad del tribunal.
Tras saber el resultado de la oposición, la familia Ibáñez se mudó a la ciudad de Albacete. Desde un primer momento, Carmen Ibáñez se unió de inmediato a eventos que le permitiesen seguir dando recitales, como los que ofreció en el Casino Primitivo de la ciudad y en el Círculo de Bellas Artes de Albacete. A partir de este momento, Carmen Ibáñez fue nombrada Asesora Musical del Círculo de Bellas Artes de Albacete a raíz de haber asistido a dicha ciudad a dar una serie de recitales de piano. En 1918, Carmen Ibáñez mandó algunos artículos al periódico El Heraldo de Mula, donde manifestó la importancia que tenía la enseñanza musical en la cultura humana, la riqueza de la música popular española y el papel fundamental que tenía las mujeres en nuestra sociedad. Asimismo, opinaba que la mujer solamente era inferior al hombre en cuanto a lo que a fuerza física se refiere, pero que ambos sexos eran iguales en inteligencia y ante los ojos del Creador. Sus escritos en la prensa fueron adelantados para una mujer de estos años, provocando una discusión periodística y que pusieron en cuestión sus reivindicaciones.
En 1919 ofreció un nuevo concierto en Albacete y en este acto conoció al violinista Luis María Sánchez. Este pertenecía a una familia de clase media de Albacete y era hijo de Francisco Javier Sánchez, Secretario de Gobierno de la Audiencia Territorial de Albacete y autor de la primera Historia que se hizo de la ciudad de Albacete. En 1920, Carmen Ibáñez y Luis María Sánchez contraen matrimonio y fueron padres de cuatro hijos (el primero de estos falleció al nacer). La maternidad alejó a Carmen Ibáñez de las salas de concierto y acabó dejando la práctica del piano solo para su casa. Fue durante esta etapa cuando Carmen Ibáñez empezó su labor como compositora. 
La plaza de música de la Escuela Normal de Maestros de Albacete quedó desierta en 1923 y se dispuso que fuese ocupada por Carmen Ibáñez para impartir la misma asignatura en la Escuela Normal de Maestras, momento en el que fue nombrada como catedrática. Durante esos años, la enseñanza de la música se vio limitada a tres géneros musicales: himnos religioso, patrióticos y canciones populares. Precisamente, fue en 1923 cuando propuso al Claustro de la Escuela Normal de Maestras de Albacete la práctica musical en la propia Escuela Normal y en la Escuela Graduada aneja a esta, empleando la música popular, especialmente la albaceteña.
El principal referente pedagógico para Carmen Ibáñez fue su compañero de la Escuela Normal de Maestros, Joaquín Salvador Artiga, quien le transmitió los verdaderos postulados de Pestalozzi, tan de moda en aquel momento. A partir de esto momento, la profesora realizó algunos métodos pedagógicos que seguían las tendencias de este pedagogo suizo, y que consiguió publicar en Albacete. De esta forma, Carmen Ibáñez empleó sus propias publicaciones en sus clases de la Escuela Normal en Albacete, siendo así partícipe de las tendencias educativas de la Institución Libre de Enseñanza y la Escuela Nueva. Sus libros estaban dirigidos a la enseñanza musical de los futuros docentes y a la preparación de oposiciones a la Escuela Normal. En ellos se daban pautas para la enseñanza musical de los párvulos y niños de los primeros cursos educativos. Asimismo, Carmen Ibáñez compartía el mismo punto de vista que el pedagogo Zoltán Kodály respecto a la utilización de melodías folclóricas para la enseñanza y el modelo de Émile Jaques-Dalcroze de utilizar la enseñanza corporal junto a la musical. Su primero libro, Metodología. Enseñanza de la Música en las Escuelas Primarias. Apuntes sobre Música, lo publicó en 1926, y fue vuelto a editar dos años más tarde. También, en 1928, publicó "Músicos españoles del siglo XIX" y un "Método autógrafo de Solfeo" dividido en dos cursos.  En 1930, Carmen Ibáñez escribió dos folletos con intención de complementar las carencias encontradas en sus libros anteriores: Complemento a la teoría del primer curso y Complemento a la metodología del segundo curso. Igualmente, entre los años 1930 y 1931, Carmen Ibáñez escribió el libro La música en la escuela. 
Carmen Ibáñez, como seguidora de los pensamientos de la Escuela Nueva, reclamó la presencia de un objeto educativo que cautivase a los niños, como propuso Pestalozzi, y como se había empleado en otras disciplinas, como las matemáticas. Ante esta carencia, inventó el “Rigo-Móvil Ibáñez” en 1928. Se trata de un estuche que contiene un pentagrama metálico sobre el que se insertan otras figuras musicales metálicas. Sobre estas se colocan piezas de madera de diferentes colores y con el nombre de las notas musicales. Gracias a estas piezas y colores, los niños se divertían con este objeto, siendo su aprendizaje considerado como un juego. Otra ventaja de este invento fue su idoneidad en la enseñanza de alumnos sordomudos, ya que posibilitaba el aprendizaje musical intuitivo. Tras colocar las piezas de madera en su correspondiente línea o espacio el alumno podía intuir las alturas aunque no las escuchase, debido a la relación existente entre las vibraciones del color y las vibraciones del sonido. Por este motivo, el Rigo-Móvil fue adquirido como instrumento educativo por el Colegio de Sordo Mudos de Madrid. A la vez, fue expuesto en el pabellón de Murcia y Albacete de la Exposición Iberoamericana de Sevilla de 1929 y, también, fue adoptado en el Conservatorio de Música de La Habana. Para el aprendizaje de su invento publicó en 1930 su libro "Nuevo sistema pedagógico-musical. El ideal de la música en la escuela primaria. Su enseñanza por medio del método Rigo-Móvil. Dos años más tarde, volvió a publicar un nuevo tratado sobre su metodología e invento: "la intuición musical. Los nuevos sistemas de enseñanza". Sin embargo, el elevado coste que le supuso a Carmen Ibáñez el mantenimiento de la patente y su compra por parte de las Escuelas Normales dificultó su difusión, que se vio mermada con la Guerra Civil Española. 
Uno de los métodos educativos ideados por Carmen Ibáñez para la enseñanza de la música fue la de poner en práctica toda la teoría expuesta en sus clases mediante una coral. Efectivamente, creó y dirigió una coral compuesta por sus alumnos y alumnas de ambas escuelas normales donde trabajaba. A la vez, también contó con las voces blancas de los niños de las escuelas anejas a la normal. De esta forma, profesores y alumnos aprendían en conjunto mediante el canto, siendo este método de aprendizaje novedoso en España. El Orfeón Escolar, nacido en 1926, llegó a difundir en Albacete repertorios nunca escuchados por la sociedad de esta ciudad, como son los casos de la música popular procedente de cancioneros españoles o la de los grandes compositores del Siglo de Oro Español, clásicos y románticos, tanto nacionales como europeos. Posteriormente, el Orfeón Escolar pasó a denominarse Coral Normalista, y tras la Guerra Civil Española se convirtió en el Coro de la Escuela de Magisterio de Albacete. Esta agrupación musical fue la más importante de la ciudad junto a la Banda Municipal, y también le sirvió de pretexto a Carmen Ibáñez para poder volver a la interpretación pública y que se pudiesen escuchar sus propios arreglos musicales. 
La profesora de música consideró que su formación musical en el Conservatorio de Madrid no era suficientes para su función como Catedrática de música en las dos Escuelas Normales, por lo que cursó Magisterio y lo acabó en 1928. Al año siguiente, Carmen Ibáñez acogió en su casa a su prima Carmen Conde Abellán para que pudiese acabar su carrera de Magisterio en Albacete. Posteriormente, durante la Segunda República, Carmen Ibáñez impartió cursillos a los maestros rurales y, a la vez, debido a su carrera docente, fue reclamada por el Ministerio de Instrucción Pública para dar su punto de vista en los cursillos de información metodológica, con el objeto que sirviesen de guía en los contenidos educativos de las Escuelas Normales. También fue miembro fundador de la “Asociación de Profesores especiales de Francés, Música y Dibujo de las Escuelas Normales del Magisterio Primario.” 
En Albacete se organizó en 1940 un Congreso Extraordinario para la consolidación del Sindicato Español Universitario, en el que Carmen Ibáñez participó, al estar vinculada a la Sección Femenina y debido a su condición como profesora de la Escuela Normal de Maestras de Albacete.
En 1949, Carmen Ibáñez, junto a Isabel Fresno, regidora de Cultura de la Sección Femenina, se dirigieron al Presidente de la Diputación Provincial para presentarle una propuesta, con el objetivo de que se crease el primer Conservatorio Oficial de Música en Albacete. Aunque verdaderamente fueron ellas las impulsoras para crear este espacio musical en la ciudad, en el expediente de constitución del Conservatorio no figuran sus nombres, sino el de José Aguilar Espinosa, representante de la Sección de Educación, Deportes y Turismo de la Diputación. No fue hasta el año siguiente cuando se daría por aceptada la propuesta de crear un Conservatorio oficial en la ciudad. Sin embargo, Carmen Ibáñez manifestó, en una carta dirigida a las altas autoridades educativas y gubernamentales, su disconformidad por el nombramiento del profesorado de este conservatorio, con menos méritos académicos que ella, y que no pudiese trabajar en este lugar, en el que ella tuvo protagonismo en su creación.
A pesar de que Carmen Ibáñez no llegó a ser profesora en el Conservatorio de Albacete, pero siempre se mantuvo ligada a este. Por ejemplo, en 1952 se organizaron en sus salones una serie de actuaciones, donde Carmen Ibáñez participó, junto a la cantante Concepción Fernández-Cordero, interpretando al piano algunas de sus composiciones. 
En 1956 tuvo el reconocimiento de ser la séptima profesora especial de música con más antigüedad de España, tras más de cuarenta y tres años dedicada a la docencia. A raíz de su jubilación en 1960 se desvinculó de cortó los vínculos la Sección Femenina, la Escuela de Magisterio y el Conservatorio. También fue sometida a una intervención quirúrgica, dirigida por su propio hijo, el doctor don José María Sánchez Ibáñez, aunque finalmente falleció en 1962. A partir de esta fecha se valoró más su figura, como muestra la edición y reedición de su Cancionero de la provincia de Albacete. Además, la organización Juventudes Musicales de Albacete organizó un concurso nacional de piano con el nombre de esta compositora. Los Ayuntamientos de Mula y Albacete le quisieron corresponder al rotular con su nombre algunas de sus calles.

## Cancionero de la Provincia de Albacete
Esta profesora y compositora recogió las influencias de Pedrell adquiridas en Madrid y vio la necesidad de rescatar la música popular de la provincia donde trabajaba, para evitar su desaparición y para que este repertorio pudiese ser empleado tanto como elemento didáctico como para sus composiciones. De esta forma, comenzó a recopilar la música tradicional albaceteña desde su llegada a Albacete, en 1917. De esta forma, comenzó a recopilar la música tradicional albaceteña desde su llegada a Albacete. Debido a estos estudios de campo y a su condición de profesora de música de la Escuela Normal de Albacete, fue nombrada como asesora e instructora de la Sección Femenina Provincial de Albacete. Dentro de esta nueva profesión se atrevió, como mujer, a recorrer la provincia en busca de música popular albaceteña, gracias a la movilidad de las Cátedras Ambulantes, siendo esta de las primeras que se realizaron en España. Para su recopilación, se entrevistó con los informantes locales y analizó sus actuaciones, tomando notas, transcribiendo y, en algunos casos, grabando las piezas con magnetófono. Gracias a este nuevo repertorio, pudo emplearlo en los festivales anuales de música organizados por la Sección Femenina, de los que consiguió llevar a sus coros a los primeros puestos provinciales, de sector territorial y nacionales. Tras años de estudio, concluyó su primer volumen del Cancionero de la Provincia de Albacete en 1952, siendo de los más antiguos que realiza una mujer y, además, de los primeros que realiza una persona perteneciente a la Sección Femenina. Sin embargo, quiso realizar un segundo volumen, y para ello contó con la ayuda del músico Antonio Granero Zaldivar, colaborador del Instituto Español de Musicología, aunque a diferencia del primer volumen, estas partituras nunca se llegaron a publicar. Muchos grupos de música popular de la provincia de Albacete, nacidos desde la Transición, han utilizado el repertorio local de la edición del Cancionero de la Provincia de Albacete para sus interpretaciones públicas y grabaciones de discos. A la misma vez, se realizó una segunda edición del primer Cancionero de la provincia de Albacete, en 1984, para que sus melodías pudiesen ser utilizadas en las clases del Conservatorio de Música de Albacete.
La clasificación de los géneros musicales que contiene los dos Cancioneros de la provincia de Albacete son los siguientes: 
- Seguidillas manchegas
- Otras formas de seguidillas
- Jotas manchegas
- Danzas
- Danzas de Chinchilla
- Villancicos
- Mayos, mayos con folías y folías
- Melodías de danza
- Canciones de juegos de niños
- Seguidillas manchegas con introducción y estribillo
- Seguidillas-jotas
- Varias melodías
- Pregones callejeros
- Canciones dedicadas a la Virgen
- Canciones religiosas
- Canciones romances
- Fandangos, fandanguillos y malagueñas

## Obras como compositora
La faceta como compositora de Carmen Ibáñez fue llevada a cabo de forma paralela a la docencia, interpretación e investigación musical, siendo catalogada por los estudios bibliográficos como una de las primeras compositoras españolas de la Edad Contemporánea. Para su difusión, empleó el pseudónimo de “Skrienty”. Realizó en torno a cien obras, entre 1917 a 1958, siendo un considerable número de composiciones para una mujer de su época. Los principales géneros compositivos son arreglos vocales, canciones y danzas instrumentales, fox-trot, himnos, impromptus, marchas, misas, nocturnos, pasodobles, rapsodias, sonatas, schottis, tangos, tonadillas, etc. Para sus obras vocales empleó letras de conocidos poetas como Rafael Alberti, Vicente Medina y la chilena Gabriela Mistral. Muchas de sus obras quedaron sin editar, mientras que otras fueron publicadas por importantes editoriales nacionales, como la Unión Musical Española. En su proceso compositivo, empleó las tendencias heredadas de sus profesores murcianos y madrileños, hasta tal punto que se la llegó a considerar como heredera de la escuela chopiniana en España, a través de las enseñanzas de José Tragó. Aunque empleó elementos románticos y algunos de tendencia impresionista, llenos de atrevimientos armónicos, predominó en ella las tendencias nacionalistas y los rasgos regionalistas. Todos estos estilos musicales los aplicó en los géneros populares españoles y en otros recién llegados a España, como el fox-trot. Tras la Guerra Civil, cambió su forma de componer y se sirvió de las melodías populares de la provincia de Albacete que ella misma recopiló. Debido al número de partituras y calidad compositiva realizadas por Carmen Ibáñez se la puede situar como la principal compositora albaceteña del siglo XX y una de las principales compositoras nacionalistas españolas no exiliadas.
Entre su centenar de composiciones, destacamos las siguientes: 
- Abd-el-Kader. Fox-Trot.
- Albacete y su Región. Himno a Albacete.
- Babilónica. Danza instrumental.
- Canción de cuna.
- Canción del pescador.
- Cuatro melodías del folklore manchego.
- Desdenes. Tonadilla.
- El más dulzón. Tango con letra.
- En la pradera. Schotis.
- Escenas vividas. Sonata.
- Gaby. Fox-Trot.
- Himno a Jesús de Belén.
- Himno a Nuestra Señora del Carmen.
- Ilusión. Tango.
- Kilín. Fox-Trot.
- Los niños de Bienvenida. Pasodoble flamenco.
- Menuetto de la Sinfinía en Mi Bemol de Mozart.
- Misa eucarística a tres voces.
- Mosaico.
- Oración a San Antonio.
- Pepote. Tango con letra.
- Pero tú...no estarás. Tango con letra.
- Plus-Ultra. Himno patriótico.
- Por tierras de Albacete se oye cantar.
- Presentimiento. Nocturno.
- Rada-Fox. Fox-Trot con letra.
- Recuerdos de mi tierra. Rapsodia.
- Serrano. Schotis con letra.
- Sol de España. Pasodoble torero.
- Sonata en Si Bemol Mayor.
- Tas-ivi. Fox-Trot.
- Verín y Bepi. Fox-Trot.